# Lustträsket
Lustträsket är en sjö i Arjeplogs kommun i Lappland och ingår i Skellefteälvens huvudavrinningsområde. Lustträsket ligger i Akkelis Natura 2000-område.